# Perdita tenebrosa
Perdita tenebrosa är en biart som beskrevs av Timberlake 1968. Perdita tenebrosa ingår i släktet Perdita och familjen grävbin. Inga underarter finns listade i Catalogue of Life.